# Hieronymus Galle

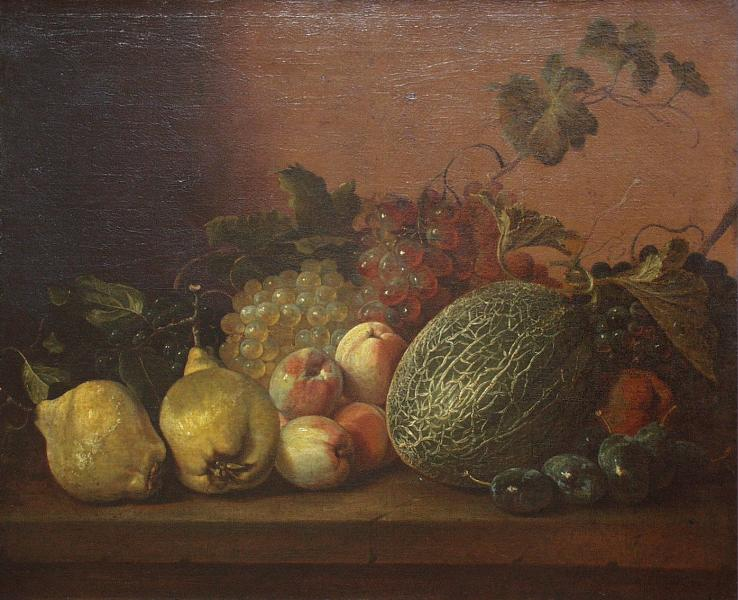
Stillleben mit Früchten, 1650–1659, Den Haag

Hieronymus Galle der Ältere, auch Hieronymus Galle I (getauft 25. August 1625 in Antwerpen; † nach 1679 ebenda), war ein flämischer Blumen- und Stilllebenmaler des Barock.

## Leben und Wirken
Hieronymus wuchs als Sohn der Elisabeth Claessens und des Huibrecht Galle auf, der Antwerpener Gesandter in Brüssel war. 1636 trat er in die Antwerpener Lukasgilde ein und wurde 1645/46 Meister. Die wenigen von ihm überlieferten Bilder, auf denen überwiegend Blumen und Früchte zu sehen sind, erinnern an Werke von Daniel Seghers und finden sich in verschiedenen europäischen Sammlungen verstreut.

## Bekannte Werke
- Bildnis eines Mönchs im Blumenkranz, Öl auf Leinwand, 1654, Musée des Beaux-Arts in Bordeaux
- Stillleben mit Früchten, Öl auf Leinwand, 1650–1659, Museum Bredius in Den Haag
- Stillleben mit Geflügel und Gemüse, Orléans
- Vanitas, Sammlung Chanenko in Kiew